# Карим (Республіка Алтай)
Карим (рос. Карым) — селище Майминського району, Республіка Алтай Росії. Входить до складу Усть-Мунинського сільського поселення.
Населення — 82 особи (2015 рік).